# Heidrun Gitter
Heidrun Gitter (* 16. Oktober 1960 in Bremen; † 15. März 2021 ebendort) war eine deutsche Kinderchirurgin und Medizinfunktionärin.

## Leben und Wirken
Gitter studierte ab 1978 an der Universität zu Köln zunächst Jura und Medizin, entschloss sich dann aber für das Medizinstudium, das sie zum Teil an der Wayne State University in Detroit absolvierte. Nach der Approbation 1984 promovierte sie 1986 mit der Arbeit Untersuchungen zur Motilität von Spermatozoen nach Zentrifugation in verschiedenen Medien im Vergleich zum Seminalplasma zum Dr. med.
Unterbrochen nur von vier Jahren an den Dr.-Horst-Schmidt-Kliniken in Wiesbaden verbrachte Gitter ihre gesamte ärztliche Tätigkeit in Bremen, zunächst am Zentralkrankenhaus St.-Jürgen-Straße, dann an dessen Nachfolgeeinrichtung, dem Klinikum Bremen-Mitte. 1993 wurde sie Fachärztin für Chirurgie, 1999 für Kinderchirurgie. 1996 wurde sie Oberärztin, 2004 leitende Oberärztin. Sie galt als Expertin für die operative Versorgung der Ösophagusatresie und wirkte an der Erstellung der entsprechenden Leitlinie mit. 2020 beendete sie die eigene praktische und operative ärztliche Tätigkeit.
Heidrun Gitter engagierte sich in verschiedenen Organisationen der gewerkschaftlichen und Standes-Vertretung der Ärzteschaft. Sie setzte als Assistenzärztin durch, dass ein Assistentensprecher im Vorstand der Deutschen Gesellschaft für Kinderchirurgie Sitz bekommt, wurde 1989 Mitglied im hessischen Landesvorstand des Marburger Bundes, 1992 im Bundesvorstand, 1996 zur Landesvorsitzenden in Bremen. Zum ersten Mal war sie 1991 Delegierte auf dem Deutschen Ärztetag, ab 1996 gehörte sie zur Kammerversammlung der Ärztekammer Bremen, ab 2000 zum Vorstand der Ärztekammer, 2008 wurde sie Vizepräsidentin, 2012 Präsidentin. 2019 wurde Gitter Vizepräsidentin der Bundesärztekammer unter Präsident Klaus Reinhardt.
Gitter engagierte sich für die Verbesserung der Patientenversorgung, insbesondere aber für die Verbesserung der Arbeits- und Weiterbildungsbedingungen von Assistenzärzten. So war es ihr ein wichtiges Anliegen, eine Weiterbildung in Teilzeit zu ermöglichen. 2019 beschloss die Kammerversammlung der Ärztekammer Bremen, die Homöopathie aus dem Weiterbildungskatalog zu streichen. Gitter sagte, „für uns fällt die Homöopathie […] in den Bereich der Glaubenslehre, und das kann man nicht in Prüfungen abfragen.“ Während der COVID-19-Pandemie in Deutschland machte sie sich als Vorsitzende der Bremer Impfkommission und Mitglied im Bremer Krisenstab um den Erfolg der bremischen Impfkampagne verdient.
2019 wurde Gitter Ehrenmitglied der Deutschen Gesellschaft für Kinderchirurgie. 2022 wurde Gitter postum mit der Paracelsus-Medaille ausgezeichnet, der höchsten Ehrung der deutschen Ärzteschaft. Gemäß Laudatio habe Gitter „sich um die Förderung des Gesundheitswesens, den Berufsstand der deutschen Ärzteschaft sowie um das Gemeinwohl in der Bundesrepublik Deutschland in ganz besonderer Weise verdient gemacht.“
Heidrun Gitter war alleinerziehende Mutter einer Tochter. Sie starb „nach schwerer Krankheit“. Zahlreiche Medien (darunter Weserkurier, Die Tageszeitung, Deutsches Ärzteblatt, Ärzte Zeitung, GesundheitsRecht) und Organisationen (darunter Bundesärztekammer, Ärztekammer Bremen, Deutsche Gesellschaft für Kinderchirurgie, Marburger Bund, Deutscher Ärztinnenbund, Gesundheitssenatorin Bremen, Landesarbeitsgemeinschaft Selbsthilfe Bremen) veröffentlichten Nachrufe.